# فانيسا ستايسي
فانيسا ستايسي (بالإنجليزية: Vanessa Stacey)‏ هي ممثلة نيوزيلندية، ولدت في 7 أغسطس 1975 في Central Otago ‏.

## وصلات خارجية
- الموقع الرسمي
- فانيسا ستايسي على موقع IMDb (الإنجليزية)
- فانيسا ستايسي على موقع قاعدة بيانات الفيلم (الإنجليزية)